# Krzysztof Gąsiorowski
Krzysztof Gąsiorowski (ur. 19 maja 1935 w Warszawie, zm. 12 stycznia 2012 tamże) – polski poeta, krytyk literacki, eseista. 

## Życiorys
Studiował na Politechnice. Debiutował w latach 60. tomikiem poezji Podjęcie bieli. Związany z Orientacją Poetycką Hybrydy. 
Należał do ZMP i ZMS, a od 1969 roku – PZPR. Według zasobów archiwalnych Instytutu Pamięci Narodowej w 1979 roku został pozyskany jako konsultant Służby Bezpieczeństwa do sprawy o kryptonimie Almanach na środowisko literackie. W 1984 został radnym miasta stołecznego Warszawy.
Odznaczony Złotym Krzyżem Zasługi, Brązowym Medalem „Za zasługi dla obronności kraju”, Srebrnym Medalem „Zasłużony Kulturze Gloria Artis” (2009), Odznaką Zasłużony Działacz Kultury i innymi odznaczeniami. Postanowieniem prezydenta RP Aleksandra Kwaśniewskiego z 4 marca 2002 został odznaczony Krzyżem Komandorskim Orderu Odrodzenia Polski. Laureat Nagrody im. Cypriana Kamila Norwida, Nagrody Literackiej im. Władysława Reymonta i innych.

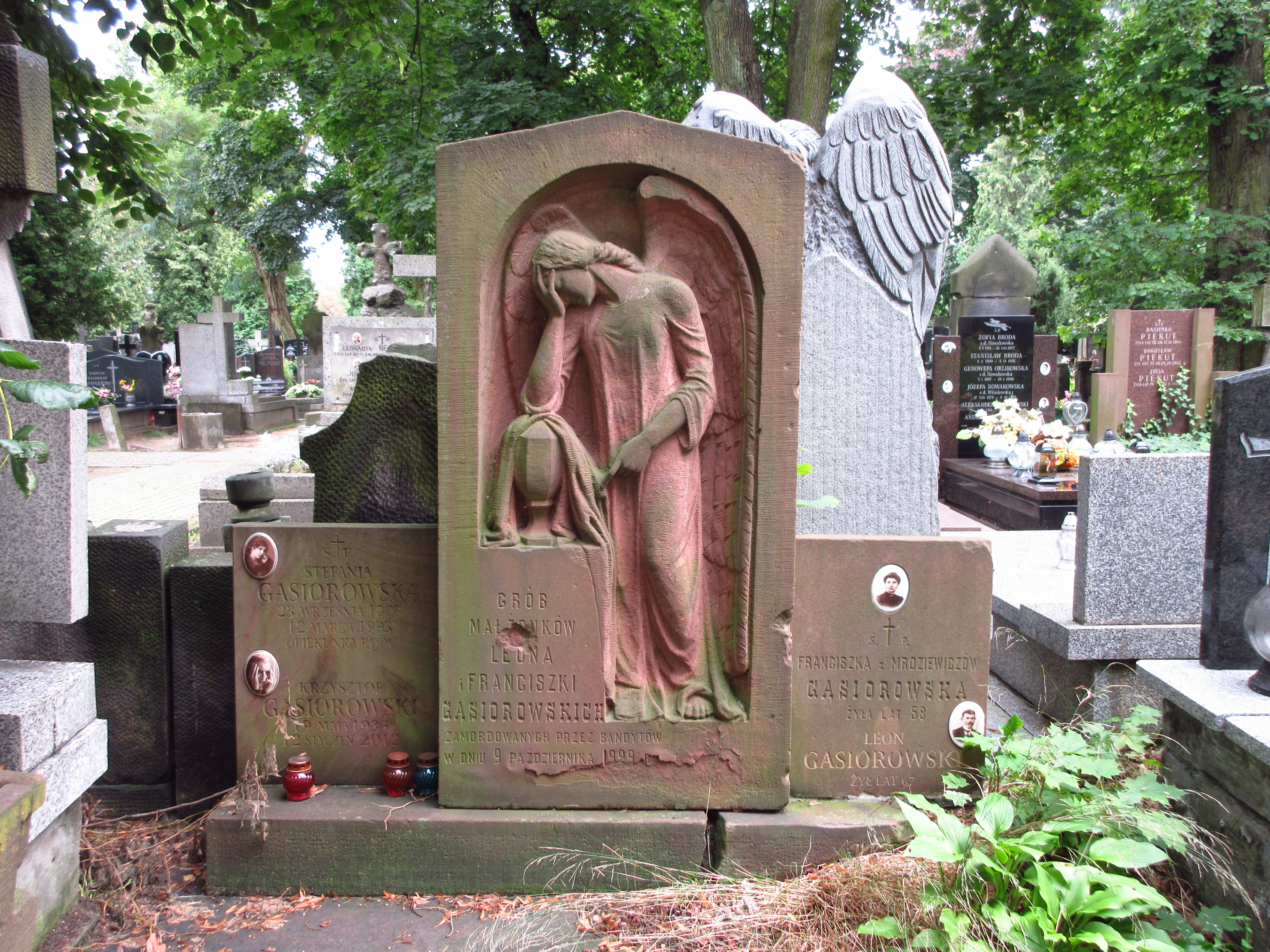
Grób Krzysztofa Gąsiorowskiego na Cmentarzu Bródnowskim.

Pochowany na cmentarzu Bródnowskim w Warszawie (kwatera 9B-4-2).

## Publikacje
Wydał następujące tomiki wierszy:
- Białe dorzecze
- Tonące morze
- Wiersze wybrane
- Z punktu widzenia UFO
- Milczenie Minotaura
- Powrót Antlantów
- Gemmy w kości policzkowej
- Biedne dwunożne mgły
- Gorgona, mamka bogów
- Yyell – ballady i romanse SF
- Czarne śnieżki – wobec śmierci Jana Pawła II
- Pod powierzchnią Pogody i Historii – w rocznicę Powstania Warszawskiego
- Dwa gołębie temu
- Moja stara naga maszyna do pisania i panienki na imieninach

Jako krytyk opublikował:
- Trzeci Człowiek
- Fikcja realna
- Warszawa jako kosmos wewnętrzny
- Norwid, wieszcz-sufler

## Życie prywatne
Brat Małgorzaty Bocheńskiej. Rozwiedziony, miał troje dzieci.